# TT45
La tombe thébaine TT 45 est située à Cheikh Abd el-Gournah, dans la nécropole thébaine, sur la rive ouest du Nil, face à Louxor en Égypte.
C'est à l'origine la sépulture de Djéhouty, serviteur du grand prêtre d'Amon Méry, datant de l'époque d'Amenhotep II (milieu de la XVIIIe dynastie). Djéhouty est le fils d'une dame également nommée Djéhouty.
Le tombeau a été usurpé pendant le règne de Ramsès II par un homme appelé Thotemhab, chef de la lingerie de la succession d'Amon. Thotemhab est le fils du chef des tisserands Ounennéfer et son épouse Isis. La femme de Thotemhab s'appelle Bak-Khons. Elle est une chanteuse de la triade thébaine.

## Description
Dans le tombeau, Thotemhab et sa femme Bak-Khons sont présentés alors que leur fils fait des offrandes de pain, bière, bœufs, volailles, vins, fruits et encens. Les fils sont nommés Panakhtenopé (scribe du trésor), Ouserhatnakht (également scribe), Ouenennéfer et Pennesouttaouy. Les deux premiers fils travaillent pour le domaine d'Amon, tout comme leur père et grand-père. Dans d'autres scènes d'autres parents sont mentionnés : les filles de Thotemhab et Bak-Khons nommées Tyemhab, Nakhtmout, Hennoutaouy, Ouernofret et Isisnofret ; les petits-fils aux noms d'Amenopénakht, Panebenopé, Suti dit Khonsnioua et les petites-filles nommées Irnofrumout, Akhmout, Isis et Dinimout. Les filles et petites-filles sont des chanteuses d'Amon.